# 러쉬 (프로게이머)
러쉬(본명: 이윤재, 1993년 4월 6일 ~ )는 대한민국의 전직 리그 오브 레전드 프로게이머이다. 선수 시절 아이디는 Rush이며 포지션은 정글이었다. 

## 선수 시절
2014년 11월 26일, 팀 임펄스에 입단하면서 프로 커리어를 시작했다. 스프링 시즌 팀의 주전으로 활동하며 팀의 포스트시즌 진출에 기여했다. 서머 시즌에서도 좋은 모습을 보여주었으며 팀의 포스트시즌 진출에 기여했다. 서머 시즌 종료 이후 정규시즌 MVP로 선정되었다.
2016시즌을 앞두고 클라우드 나인에 입단했다. 스프링 시즌 초반 부진한 모습을 보여주었다. 하지만 시즌이 진행될 수록 폼이 오르는 모습을 보여주었다. 서머 시즌에서는 로컬룰 문제로 많은 경기를 출전하지 못했으며 이후 팀에서 퇴단했다.
2018시즌을 앞두고 KT 롤스터에 입단했다. 2017시즌 동안 스코어의 서브 선수로 활동하면서 간간히 출전했다.
2019시즌을 앞두고 에코 폭스에 입단했다. 에코 폭스에서도 좋은 모습을 보여주었다. 2019년 7월, 팀에서 퇴단했다.

## 은퇴 후
2019년 7월에는 카운터 로직 게이밍의 스트리머로 합류했다. 2020년 11월, 팀에서 퇴단했다.

## 소속팀
| # | 팀명          | 소속 기간             | 소속 리그 | 비고 |
| - | ------------- | --------------------- | --------- | ---- |
| 1 | 팀 임펄스     | 2014.11.26~2015.11.19 | LCS       |      |
| 2 | 클라우드 나인 | 2015.11.19~2016.7.17  | LCS       |      |
| 3 | KT 롤스터     | 2017.12.6~2018.11.20  | LCK       |      |
| 4 | 에코 폭스     | 2018.11.30~2019.6.30  | LCS       |      |

## 수상 내역
- 리그 오브 레전드 챔피언십 시리즈 서머 2015 정규시즌 최우수선수
- 리그 오브 레전드 챔피언스 코리아 서머 2018 우승